# Pfarrkirche Oberloisdorf

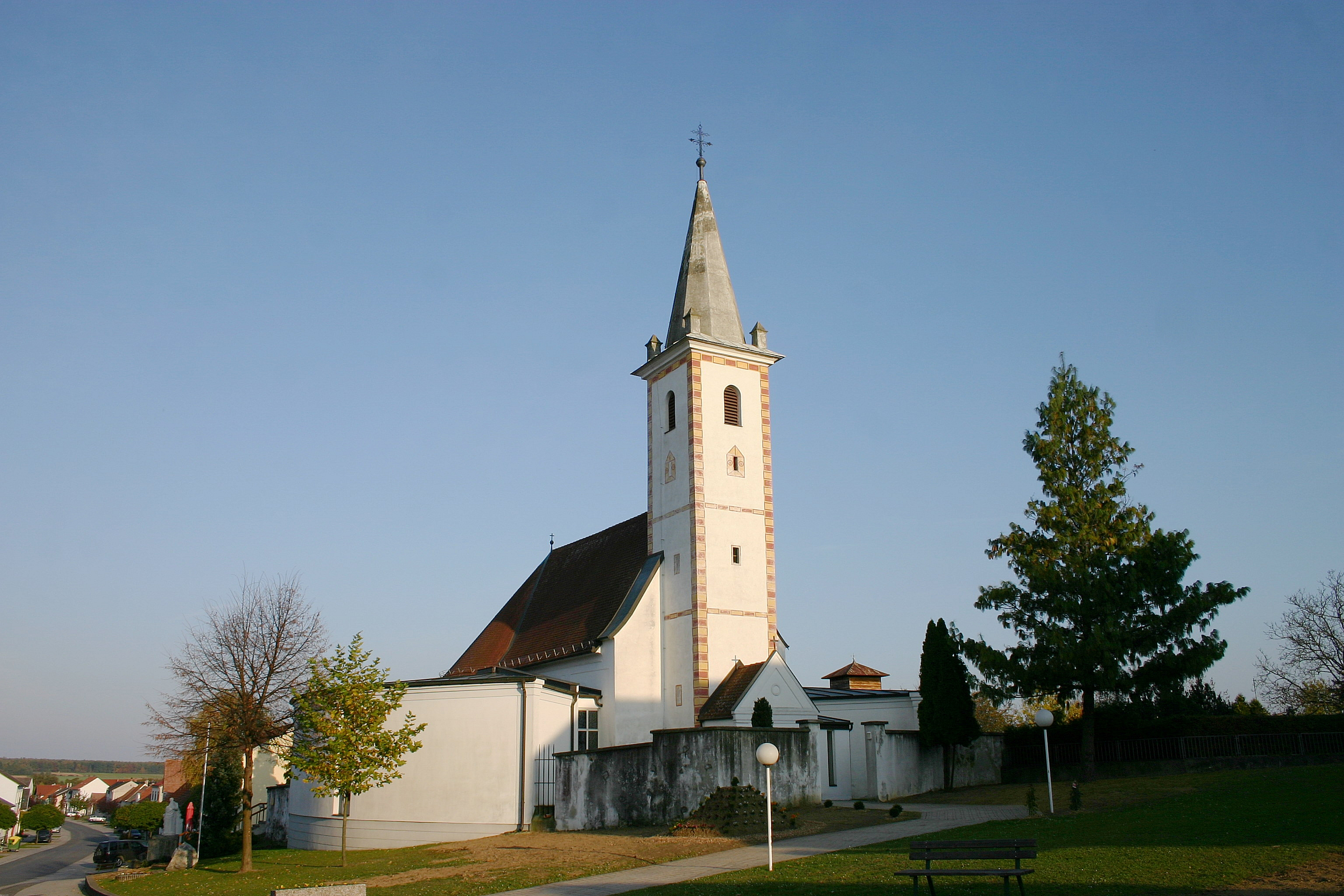
Pfarrkirche hl. Rochus (2008)

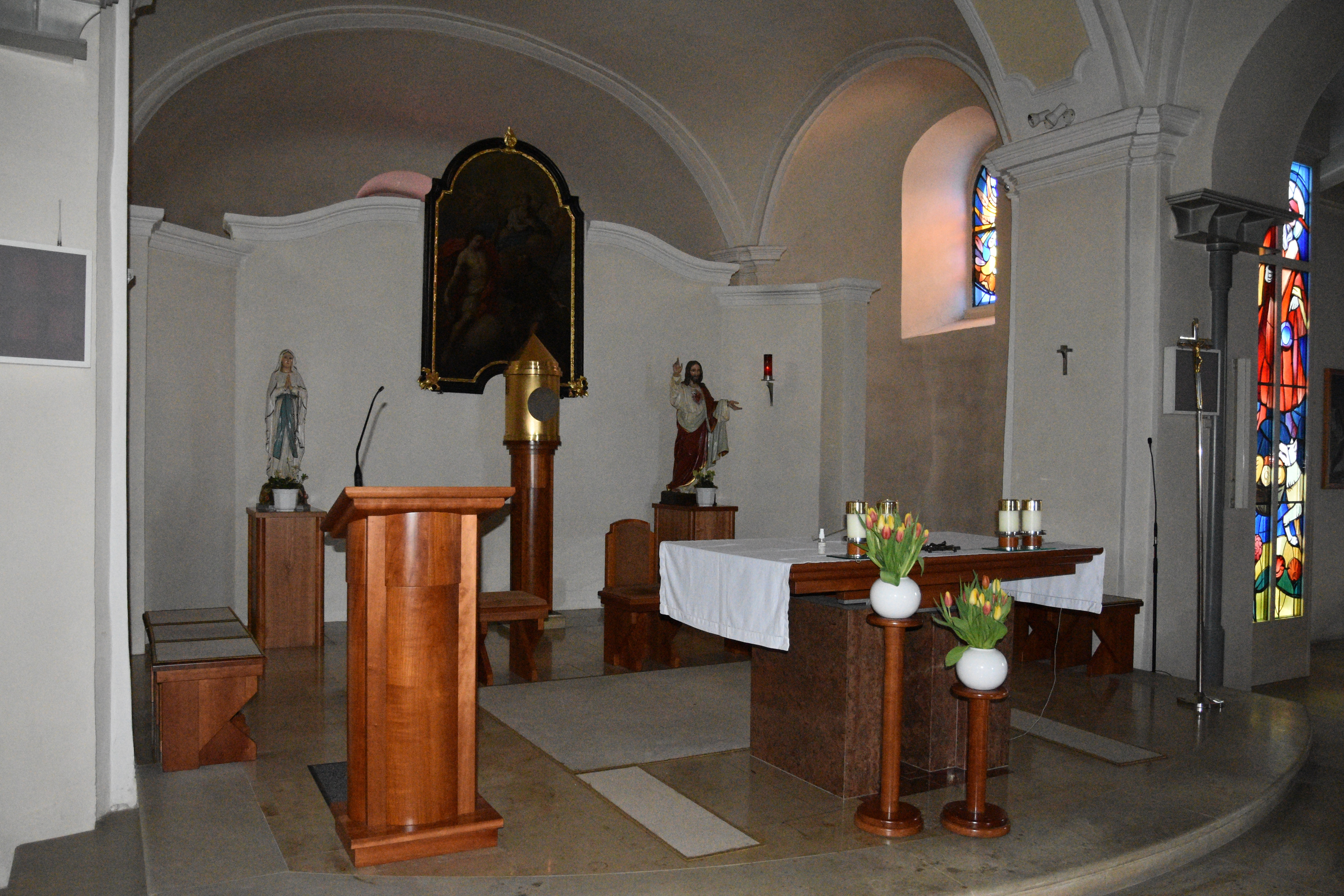
Altarraum der Pfarrkirche

Die Pfarrkirche hl. Rochus ist eine römisch-katholische Kirche in der Gemeinde Oberloisdorf im Bezirk Oberpullendorf im Burgenland und steht unter Denkmalschutz.

## Geschichte
Die 1770 zur Pfarrkirche erhobene Kirche hat einen älteren mittelalterlichen Turm und ein Kirchenschiff aus dem Jahr 1770. 1904 erfolgte der Anbau eines Seitenschiffes. 1971/1972 wurde die Kirche restauriert.

## Architektur
Der hohe schmale Westturm mit ursprünglich ziegelroter Eckquadrierung aus dem 15. Jahrhundert wurde nach 1532 mit einer alternierend weinrot-ockerfarbenen Eckquadrierung und aedikulaartiger Scheinarchitektur um die zugemauerten Schallfenster versehen. Der Spitzhelm hat vier Ecktürmchen. Das Kirchenschiff und Seitenschiff sind mit Faschen gegliedert. Der 3-Konchen-Chor hat ein Kegeldach. An der Westfassade befindet sich ein Grabstein.
Das dreijochige Hauptschiff mit einem Platzlgewölbe zwischen breiten Gurten auf Pilaster und Stuckdekor hat eine Empore über einem breiten Tonnengewölbe. Das südliche Seitenschiff mit einer flachen Decke wurde 1904 angebaut. Das Chorhaupt mit drei Konchen ist breiter als das Schiff und hat ein Platzlgewölbe und ein Rundfenster im Apsisscheitel.

## Ausstattung
Zur Ausstattung zählt ein neuer Volksaltar mit Kruzifix. Der Seitenaltar zeigt das ehemalige Hochaltarbild der Pestheiligen Sebastian, Rochus und Rosalia, gemalt von J. Herzog (um 1770). Taufstein datiert um 1770. Die Orgel aus 1902 mit 8 Registern wurde von Peppert Sandor gebaut.
Eine Glocke goss 1739 Jakob Montell in Wiener Neustadt.